# Ephemeropsis trentepohlioides
Ephemeropsis trentepohlioides är en bladmossart som beskrevs av George Osborne King Sainsbury 1951. Ephemeropsis trentepohlioides ingår i släktet Ephemeropsis och familjen Hookeriaceae. Inga underarter finns listade i Catalogue of Life.